# Trencséntölgyes
Trencséntölgyes (1899-ig Dubodjel, szlovákul Dubodiel) község Szlovákiában, a Trencséni kerületben, a Trencséni járásban.

## Fekvése
Trencséntől 20 km-re délkeletre, a Báni-medencében fekszik.

## Története
Hradisko nevű határrészén történelem előtti erődített település maradványa található.
1396-ban a falu területe a Beznák család birtoka volt. A települést 1439-ben „Dubowydel” alakban említik először. 1493-ban „Dwbodyel”, 1598-ban „Dubodiel” alakban szerepel a korabeli forrásokban. A trencséni váruradalomhoz tartozott, egyházilag pedig 1782-ig Kisradna filiája volt. 1598-ban 41 háza állt. 1609-ben a környék településeivel együtt a báni uradalom része lett és a 19. századig oda tartozott. A falu templomáról 1623-tól történik említés, papjai 1670-től ismertek. Nem kizárt, hogy a községnek már előbb is volt egy fatemploma. A 18. században sörfőzde működött a településen. 1781-ben megkezdte működését a katolikus népiskola. 1782-ben Trencséntölgyes önálló plébánia lett, fő támogatója a birtokos gróf Illésházy János volt. 1784-ben 85 házában 110 családban 626 lakos élt.
A 18. század végén Vályi András így ír róla: „DURODJEL. vagy Dubogel. Népes Tót falu Trentsén Vármegyében, földes Ura Gróf Illésházy Uraság, lakosai katolikusok, fekszik Jaszvetz hegye alatt, Zay Ugrotztol két mértföldnyire, határjának jó agyagja van, és sok fazekasok lakják, termő földgye középszerü, réttye, legelője, erdeje elég, második Osztálybéli.”
1828-ban 82 házában 677 lakos élt, akik mezőgazdasággal, fazekas mesterséggel foglalkoztak.
Fényes Elek 1851-ben kiadott geográfiai szótárában így ír a faluról: „Dubje, Trencsén m. tót falu, Ujhelyhez 1/2 óra, hegyek közt: 161 kath. F. u. gr. Csáky István örökösei.”
A trianoni békéig Trencsén vármegye Báni járásához tartozott.
A háború után lakói főként mezőgazdasággal és kézművességgel foglalkoztak. A faluban vízimalom, fűrészmalom és uradalmi szeszfőzde is működött. 1944-ben lakói támogatták a partizánokat, ezért a németek több lakost kivégeztek, másokat koncentrációs táborba hurcoltak.

## Népessége
| Év:            | 1994. | 2004.   | 2014.   | 2024.   |
| -------------- | ----- | ------- | ------- | ------- |
| Emberek száma: | 903   | 922     | 950     | 1031    |
| Eltérés:       |       | +2,10 % | +3,03 % | +8,52 % |

| Év:            | 2023. | 2024.   |
| -------------- | ----- | ------- |
| Emberek száma: | 1023  | 1031    |
| Eltérés:       |       | +0,78 % |

1880-ban 616 lakosából 594 szlovák anyanyelvű volt.
1890-ben 704 lakosából 7 magyar és 682 szlovák anyanyelvű volt.
1900-ban 736 lakosából 2 magyar és 724 szlovák anyanyelvű volt.
1910-ben 796 lakosából 7 magyar és 778 szlovák anyanyelvű volt.
1921-ben 833 lakosából 1 magyar és 829 csehszlovák volt.
1930-ban 887 lakosából 881 csehszlovák volt.
1991-ben 861 lakosából 858 szlovák volt.
2001-ben 911 lakosából 904 szlovák volt.
2011-ben 920 lakosából 892 szlovák volt.

## Nevezetességei
- A Legszentebb Oltáriszentség tiszteletére szentelt római katolikus temploma 1923-ban épült a régi templom helyén.
- Lourdes-i kápolna.
- A falu kastélya 1938-ban épült.

## Külső hivatkozások
- Hivatalos oldal
- E-obce.sk Archiválva 2009. május 21-i dátummal a Wayback Machine-ben
- Községinfó
- Trencséntölgyes Szlovákia térképén
- Travelatlas.sk